# Paul Kersten (Buchbinder)
Paul Kersten (* 19. März 1865 in Glauchau; † 24. Januar 1943 in Berlin) war ein deutscher Kunstbuchbinder, Hochschullehrer und Autor zahlreicher Fachpublikationen.

## Leben
Paul Kersten entstammte einer von Großvater und Vater traditionell handwerklich betriebenen Buchbinderwerkstatt und war nach seiner Ausbildung zunächst auf Wanderschaft, u. a. nach Ungarn, Rumänien und Schweden.  Er arbeitete in zahlreichen Buchbindereien in Frankreich, Schweden und Deutschland. Im Anschluss wurde er künstlerischer Leiter der Aschaffenburger Buntpapierfabrik (siehe Philipp Dessauer), dann Direktor der Erlanger Schreibwarenfabrik Zucker & Co. AG in Erlangen. 1899 gehörte Kersten neben Marcus Behmer, Peter Behrens, Paul Brück, Walter Caspari, J.V. Cissarz, Otto Eckmann, Felix Eisengräber, Paul Leistikow, Georges Lemmen, Bernhard Pankow, Franz Stassen, Heinrich Vogeler u. a., zu den Einbandgestaltern und Buchkünstlern, die vom Leipziger Barsortiment F. Volckmar gebeten wurden, Entwürfe für verlegerische Leinenbände zu liefern. Kersten eröffnete eine eigene Werkstatt in Breslau und wurde 1904 für einige Monate Leiter der Berliner Großbinderei und Deckenfabrik Lüderitz & Bauer. In der Folge wurde er Fachlehrer der Klasse für künstlerischen Bucheinband an der Kunstgewerbeschule Berlin-Charlottenburg (später Buchbinder-Fachschule Berlin) sowie Leiter der Buchbinderei-Fachschule des Lette-Vereins. Im Jahr 1912 gründete Kersten mit Carl Sonntag jun., Otto Dorfner, Paul Adam, Bruno scheer und Maria Lühr den Jakob Krauße-Bund, eine buchkünstlerische Vereinigung, die sich der Bewahrung handwerklicher Traditionen verschrieb. Als dessen Vorsitzender er sich von 1914 bis 1921 als ausgesprochen selbstbewusster und streitlustiger Kollege zeigte, der keine öffentliche Auseinandersetzung mit Berufskollegen, Sammlern und Verlegern scheute. Diese Eigenschaft war 1923 ausschlaggebend für die Abspaltung des Verbandes Meister der Einbandkunst vom Jakob Krauße-Bund.
Wenngleich stilistisch und gestalterisch limitiert und wenig innovativ, gelang es Kersten doch durch äußerst exaktes Arbeiten, extremen Ehrgeiz auf allen Gebieten seines Handwerks sowie durch ebenso geschickte wie unermüdliche Selbstdarstellung, sich zum führenden Einbandkünstler des frühen 20. Jahrhunderts zu stilisieren. Kerstens publizistische Tätigkeit zielte vor allem auf die eigene Branche und den Nachwuchs. Bereits ab 1885 verfasste er eine Vielzahl von Beiträgen in fast allen deutschen Fachzeitschriften und brachte sich als Bildungsinstanz des Buchbinderhandwerks in Stellung. Er konzentrierte sich auf Fachbeiträge in Verbandsmagazinen und handwerkliche Lehrbücher; darüber hinaus machte er als Herausgeber und Redaktionsleiter der Berliner Hochschulnachrichten auch bildungspolitisch seinen Einfluss geltend. Ein weiteres Denkmal setzte er sich mit dem von ihm erfundenen und vertriebenen, in seinen Fachbüchern wärmstens empfohlenen Kerstenfalzbein. Seine größte Bedeutung erreichte Paul Kersten als Lehrer. Im Laufe der Jahre bildete er Generationen hervorragender Buchbinder aus. Zu seinen Schülern zählen einige der wichtigsten deutschen Buchbinder des 20. Jahrhunderts wie der spätere Leiter der Kunstgewerbeschule Weimar, Otto Dorfner, und der Werkstattleiter für Handeinband an den Werkstätten der Stadt Halle Burg Giebichenstein, Otto Pfaff. Kerstens Einfluss erreichte sogar Amerika durch seinen Schüler George A. Baer, der die Buchbinderei bei der Cuneo-Presse in Chicago leitete.

## Bucheinbände in Menschenleder
Kontrovers aufgenommen wurden Einbände und eine Brieftasche Kerstens, die er 1911 für den Eugeniker Hans Wilhelm Carl Friedenthal in Menschenhaut band. Offenbar fand Kersten selbst nichts Verwerfliches an der Verwendung dieses Materials und präsentierte seine Einbände selbst im Archiv für Buchbinderei, in der Zeitschrift für Bücherfreunde sowie 1922 erneut in der Fachzeitschrift Die Heftlade, wobei er die Vorzüge des Materials ausführlich beschrieb und lobte. Die Exemplare wurden seinerzeit im Berliner Kunstantiquariat von Paul Graupe zu hohen Preisen versteigert, was einen Prozess nach sich zog, bei dem es nicht etwa um moralische Aspekte, sondern um den gerechtfertigten Preis für die Bände ging. Die Bücher befinden sich heute in der kalifornischen Stanford School of Medicine.

## Werke
- Paul Kersten und Ludwig Sütterlin: Der exakte Bucheinband. Verlag von Wilhelm Knapp, Halle a. d. Saale 1909.
- Paul Kersten: Die Buchbinderei und das Zeichnen des Buchbinders für Fortbildungs- und Handwerkerschulen fachmännisch erläutert. Mit 175 Abbildungen auf 32 Tafeln. Verlag von Wilhelm Knapp, Halle (Saale) 1909.
- Paul Kersten: Bucheinbände in Menschenhaut. Zeitschrift für Bücherfreunde, Heft 8, zweiter Jahrgang 1910, S. 263–264. Verlag W. Drugulin, Leipzig.
- Paul Kersten: Leitfaden für Buchbinder Verlag von Wilhelm Knapp, Halle (Saale) 1922.
- Paul Kersten: Das Goldschnittmachen. Lehrbuch für Buchbinder zur vollkommenen Herstellung von Goldschnitten an Büchern nebst Anleitung zur Herstellung ziselierter Schnitte. Verlag von Wilhelm Knapp, Halle (Saale) 1936.